# Pierre Engvall
Pierre Engvall (Ljungby, Suecia, 31 de mayo de 1996), apodado Engy, Peter, Seabiscuit o The Giraffe, es un jugador profesional sueco de hockey sobre hielo que se desempeña en la posición de extremo izquierdo en New York Islanders, equipo de la National Hockey League (NHL).

## Carrera
Fue seleccionado en la séptima ronda en la NHL Entry Draft de 2014. En 2019 hizo su debut profesional con el equipo Toronto Maple Leafs, en el cual jugó cuatro temporadas (2019-2022), después pasó a New York Islanders, donde lleva jugando dos temporadas.